# 1975年大韓民国の国民投票
1975年大韓民国の国民投票（1975ねんだいかんみんこくのこくみんとうひょう、朝鮮語: 1975년 대한민국 국민투표）は、1975年2月12日に実施された大韓民国における国民投票である。

## 概要
1972年10月の「十月維新」を経て発足した第四共和国こと「維新体制」に対する在野勢力や学生達の反対運動は、1974年8月に緊急措置第1号、4号が解除されて以降、盛り上がりを見せた。また最大野党である新民党においても同年8月22日の党大会で当時47歳の金泳三が党総裁に選出されたことで、これまでの対政府協調路線を改め、維新憲法の改正と民主回復の運動に積極的に取り組むようになった。そして同年11月27日、政界や宗教界、学会、言論界、法曹界の関係者60名余で構成される「民主回復国民会議」が発足し、野党と在野が一元となって改憲を通じた新憲法撤廃と民主化のための運動を推進し始めた。
このように維新体制に対する反対運動が高まり、政局がにわかに混迷の度合いを深める中、朴正煕大統領は1975年1月23日に突如、維新憲法と維新体制に対する信任を国民に問うための国民投票を実施するとの特別談話を発表した。談話の中で朴大統領は「今回の国民投票は単に現行憲法に対する信任投票であるのみならず、大統領（朴大統領自身）に対する信任投票と看做す」と述べた上でさらに、「万一、国民が現行憲法の撤廃を浴するならば、それは大統領に対する不信任と見て即時私は大統領の職から退く」と言明した。そのため国民投票は単に維新憲法の信任を問うだけでなく大統領に対する信任投票の色合いが非常に濃いものとなった。
野党は現行の国民投票法では国民投票案が告示されてから投票日前日に至るまでの期間中、投票に対する賛成反対の運動がほとんどできないこと、投票と開票の立会いにおいて政党関係者の参加を排除している点を挙げて、国民投票に反対する姿勢を示した。

## 国民投票結果と動向
野党や在野勢力が国民投票をボイコットする中で、2月12日に実施された国民投票は、8割近い投票率と7割以上の賛成で、維新憲法が信任される形となった。
| 有権者数： | 有権者数： | 16,788,839名 （不在者：529,801名） | 投票率 |
| 投票者数   | 投票者数   | 13,404,245名 （不在者：518,692名） | 79.8%  |
| 投票者数   | 投票者数   | 13,404,245名 （不在者：518,692名） | 得票率 |
| 有効票     | 賛成       | 9,800,201票                        | 74.4%  |
| 有効票     | 反対       | 3,370,085票                        | 25.6%  |
| 有効票     | 有効票合計 | 13,170,286票                       | 100.0% |
| 無効票     | 無効票     | 233,959票                          |        |

出典：“중앙선거관리위원회 역대선거정보시스템”（中央選挙管理委員会歴代選挙情報システム）
開票の翌日、朴大統領は「今回の国民投票で再確認された国民的正当性に立脚し、国民の総和を下に挙国的政治体制を発展させていく」との談話を発表、投票日3日後の2月15日には人民革命党事件と反共法違反者を除いた緊急措置1号と4号違反者を全員釈放する措置をとった。